# Hypsiglena
Hypsiglena es un género de serpientes de la subfamilia Dipsadinae. Se distribuyen por el oeste de Estados Unidos y de México, incluyendo varias islas en las costas del Pacífico.

## Especies
Se reconocen las siguientes nueve especies:
- Hypsiglena affinis Boulenger, 1894
- Hypsiglena catalinae (Tanner, 1966)[2][3]
- Hypsiglena chlorophaea Cope, 1860
- Hypsiglena jani (Dugès, 1865)
- Hypsiglena ochrorhyncha Cope, 1860
- Hypsiglena slevini Tanner, 1943
- Hypsiglena tanzeri Dixon & Lieb, 1972
- Hypsiglena torquata (Günther, 1860)
- Hypsiglena unaocularus (Tanner, 1944)[2][4]

Otra especie aún no descrita fue detectada en Álamos (Sonora) a través de análisis filogenéticos.